# Witold Spirydowicz
Witold Czesław Spirydowicz (ur. 5 października 1958 w Warszawie) – polski prawnik i dyplomata; ambasador Rzeczypospolitej Polskiej w Algierii (2016–2023) i Maroku (2010–2015), konsul generalny w Montrealu (2000–2004).

## Życiorys
W 1981 ukończył prawo na Wydziale Prawa i Administracji Uniwersytetu Warszawskiego, gdzie w 1980 zakładał Niezależne Zrzeszenie Studentów. Ukończył studia podyplomowe: na Wydziale Dziennikarstwa i Nauk Politycznych UW (1983), w Centre Européen Universitaire de Nancy (1984), w Diplomatic Academy – Polytechnic School of Central London (1990). W 1992 obronił pracę doktorską z zakresu kryminologii na WPiA UW pt. Przestępczość a środki masowego przekazu. Promotorem jego rozprawy był Lech Falandysz. W tym samym roku opublikował tłumaczenie z niemieckiego książki Hansa Joachima Schneidera Zysk z przestępstwa: środki masowego przekazu a zjawiska kryminalne.
W latach 1984–1990 pracował w branży wydawniczej, Instytucie Badań Problemów Młodzieży oraz Instytucie Badania Prawa Sądowego. Pracę w Ministerstwie Spraw Zagranicznych rozpoczął we wrześniu 1990. Początkowo pracował jako naczelnik w Departamencie Konsularnym (1990–1992). Następnie był I sekretarzem w ambasadzie RP w Wiedniu (1992–1993) oraz I sekretarzem w ambasadzie RP w Bonn (1993–1997). W latach 1997–1998 pracował w Departamencie Integracji Europejskiej. W latach 1997–2000 był radcą w Gabinecie Ministra. Po mianowaniu na członka służby cywilnej (2000) w latach 2000–2004 był konsulem generalnym RP w Montrealu. W latach 2004–2006 radca w Departamencie Prawno-Traktatowym. Podczas urlopu bezpłatnego w MSZ (2006–2008) był dyrektorem Departamentu Orzecznictwa w Urzędzie ds. Kombatantów i Osób Represjonowanych. Po powrocie z urlopu zastępca dyrektora Biura Dyrektora Generalnego MSZ (styczeń–sierpień 2008), a następnie od września 2008 dyrektor Biura Kontroli i Audytu MSZ.
22 września 2010 został ambasadorem RP w Królestwie Maroka. Misję tę zakończył 31 lipca 2015. W 2016 na stanowisku do spraw państw arabskich w Departamencie Afryki i Bliskiego Wschodu MSZ.
Prezydent Andrzej Duda 16 lutego 2016 powołał go w skład Narodowej Rady Rozwoju.
Postanowieniem Prezydenta RP z 7 czerwca 2016 mianowany na stanowisko ambasadora RP w Algierii, akredytowany dodatkowo na Czad i Niger. Misję dyplomatyczną rozpoczął 6 lipca 2016. Odwołany został ze skutkiem na 10 marca 2023. Bezpośrednio po zakończeniu misji w Algierze objął stanowisko dyrektora Departamentu Polityki Europejskiej MSZ, na którym pozostawał do grudnia 2023.
Zna języki: angielski, francuski, niemiecki i podstawy włoskiego. Żonaty, ojciec córki Aldony.

## Odznaczeni/wyróżnienia
- Dyplom uznania Kongresu Polonii Kanadyjskiej prowincji Quebec
- Krzyż „Wolność i Niezawisłość” (2007)[6][15]
- Medal „Pro Memoria” (2008)[6]
- Krzyż Oficerski Orderu Zasługi (Węgry, 2014)[16]
- Order Alawitów na Wielkiej Wstędze (Maroko, 2015)[17]
- Medal 100-lecia Odzyskania Niepodległości[potrzebny przypis]